# Mathias Juslén
Mathias Juslén, född 18 augusti 1767, död 5 oktober 1798, var en svensk ämbetsman.
Juslén var kopist och kammarskrivare i Kammarkollegium. Han var amatörviolinist och invaldes som ledamot nummer 169 i Kungliga Musikaliska Akademien 1795.